# Haus Hove (Wetter)

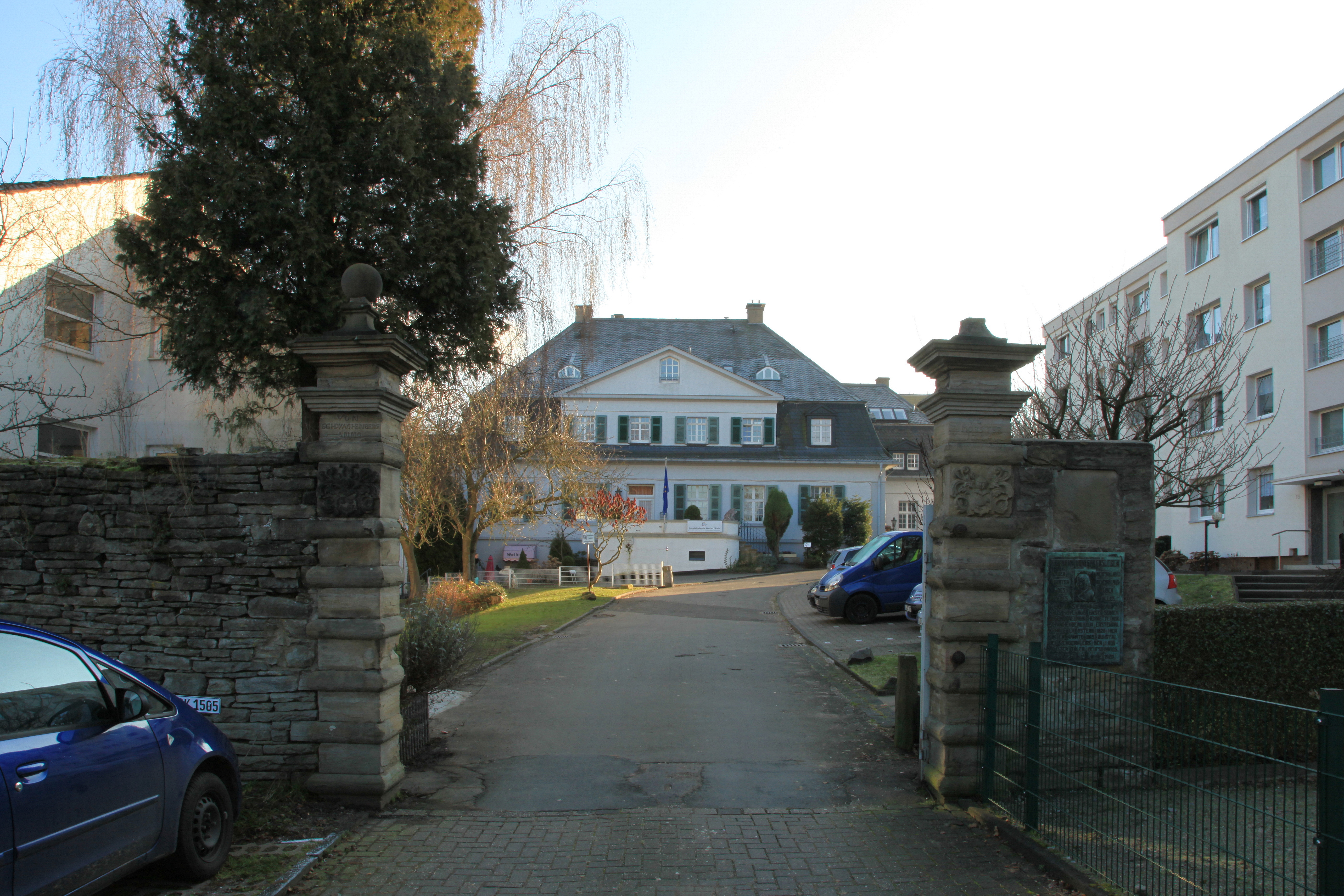
Blick von der Pforte zum „Haupthaus“, einem Neubau aus dem 20. Jahrhundert

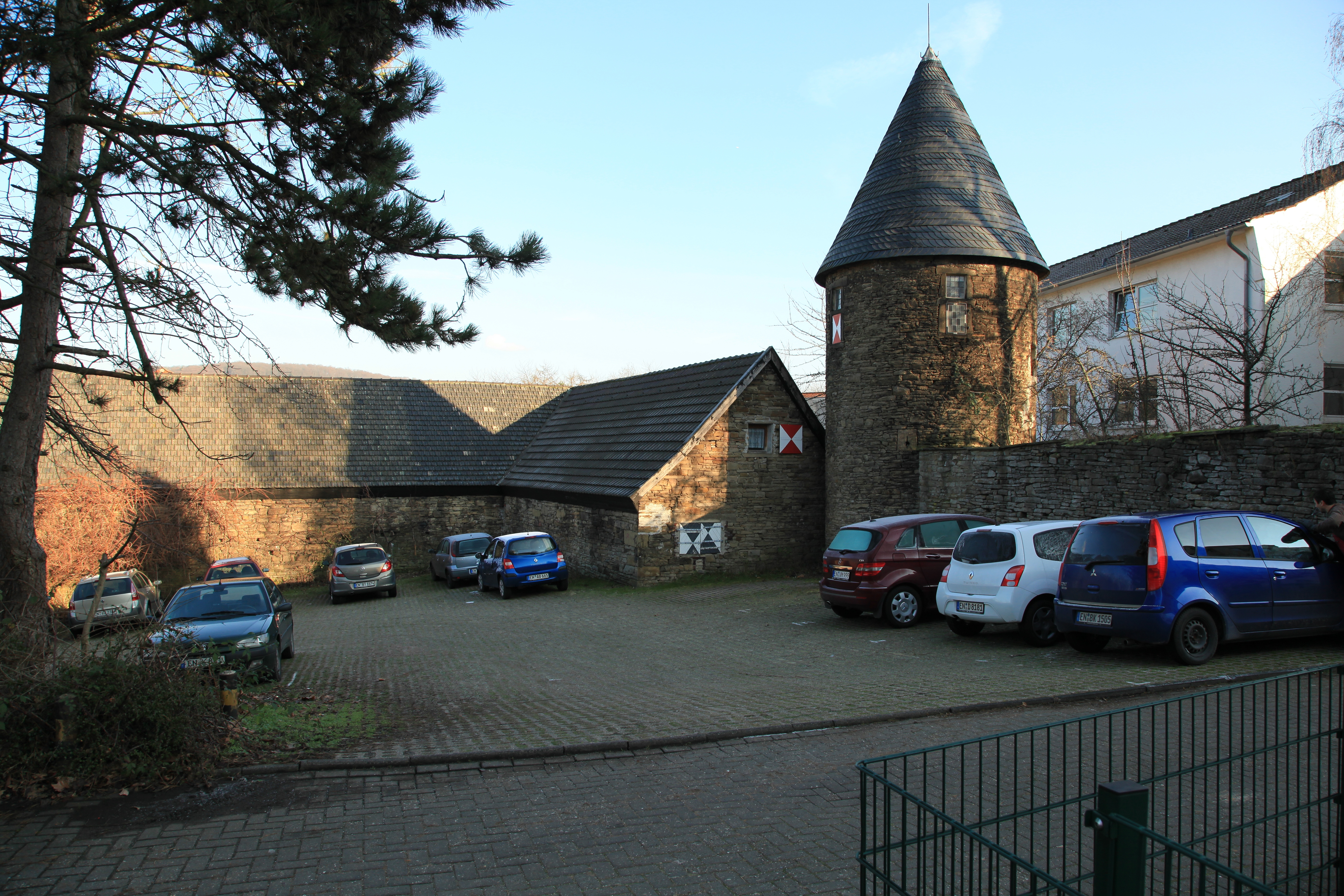
„Schafstall“ und Rundturm von Haus Hove

Haus Hove ist ein ehemaliges Rittergut in Oberwengern im Stadtteil Volmarstein von Wetter (Ruhr) in Nordrhein-Westfalen. Die Anlage besteht aus mehreren Gebäuden und befindet sich in der Nähe des Geschwister-Scholl-Gymnasiums Wetter. 
Die historischen Teile des Ensembles sind als Baudenkmal Nr. 73 in der Denkmalliste von Wetter verzeichnet.

## Geschichte
Die Ursprünge von Haus Hove reichen vermutlich bis ins 14. Jahrhundert zurück. Zu dieser Zeit wurde das Gutsgelände erstmals an die Herren von Altena und von Velmede vergeben. In der ersten urkundlichen Erwähnung um 1342 wurde Hove als Leibzucht für die Witwe des Dietrich von Altena bestimmt.
Am 23. Dezember 1399 wurde die Lehensurkunde für Dietrich von Velmede im Schloss Arnsberg vom Kölner Erzbischof ausgestellt. Von 1570 bis 1629 saßen die von Hoete auf Haus Hove.
Ab 1820 hielt sich Hoffmann von Fallersleben, der Dichter des Deutschlandliedes, sieben Mal im Haus Hove auf. Dabei besuchte er die Familie seiner Jugendfreundin Henriette von Schwachenberg.
Nach einem Brand im Jahre 1871 oder 1872 wurde das Wohngebäude 1920 bis 1922 neu errichtet. Erhaltene ältere Teile der Anlage sind der so genannte Schafstall und der Rundturm.